# Бенгт Стремгрен
Бенгт Георг Данієль Стремгрен (швед. Bengt Georg Daniel Strömgren, 21 січня 1908 - 4 липня 1987) — данський астроном, член Данської королівської академії наук (1939), її президент в 1969-1975.

## Наукова біографія
Родився в Гетеборзі (Швеція) в родині данського астронома Еліса Стремгрена (1870-1947), директора Копенгагенської обсерваторії.  У 1929 закінчив Копенгагенський університет.  Потім працював у Копенгагенській обсерваторії (з 1940 — директор).  У 1951-1957 — директор Єркської обсерваторії і обсерваторії Мак-Доналд (США), у 1952-1957 — також професор Чиказького університету.  У 1957-1967 працював в Інституті перспективних досліджень Принстонського університету.  З 1967 — професор астрофізики і директор обсерваторії Копенгагенського університету.
Наукові роботи відносяться до фізики зірок і міжзоряного середовища.  У 1940 розрахував перші теоретичні моделі сонячної атмосфери і цим поклав початок застосуванню методу моделей атмосфер; успішно використовував цей метод для визначення хімічного складу верхніх шарів Сонця.  Одним з перших застосував результати ядерних досліджень до проблем зоряної еволюції; простежив загальний шлях розвитку зірки на ранніх стадіях вичерпання водню в її надрах і знайшов, що вона повинна рухатися від головної послідовності до гілки гігантів і що нахил еволюційного треку залежить від вмісту водню в зірці.  Ряд робіт присвячено теорії пульсацій і проблемам, пов'язаним з іонізацією зоряної речовини.  У 1939 і 1948 розвинув теорію іонізації водню в дифузних галактичних туманностях випромінюванням гарячих зірок, занурених у ці туманності.  Показав, що всередині певних, різко обмежених областей навколо таких зірок (сфер, або зон, Стремгрена) водень повністю іонізований, а поза цима областями він нейтральний.  Ця теорія не тільки якісно пояснює вид багатьох газових туманностей, але і дозволяє розрахувати їхні розміри, які залежать від щільності газу і температури збуджуючої зірки.  Розробив названу його ім'ям систему двомірної кількісної спектральної класифікації зірок класів B—F, засновану на фотоелектричній фотометрії певних ділянок спектру з вузькими інтерференційними фільтрами.
Генеральний секретар (1948-1952), президент (1970-1973) Міжнародного астрономічного союзу, член багатьох академій наук і наукових товариств.
Медаль Кетрін Брюс Тихоокеанського астрономічного товариства (1959). Золота медаль Королівського астрономічного товариства (1962). Астероїд 1846 Bengt названий на його честь.